# 関根賢司
関根 賢司（せきね けんじ、1940年5月26日 - ）は、日本の日本古典学者。静岡大学教授等を歴任。

## 略歴
埼玉県出身。埼玉県立浦和高等学校を経て、1964年國學院大學文学科卒業、1970年同大学院博士課程中退、昭和学院短期大学専任講師、1974年助教授、1975年琉球大学法文学部助教授、1993年樟蔭女子短期大学教授、2000年静岡大学教授、2006年定年退任。物語研究会創設メンバーのひとり。

## 著書
- 『物語文学論 源氏物語前後』桜楓社 1980
- 『赤と青のフォークロア 沖縄1975-1980』オリジナル企画 1981
- 『異郷・沖縄・物語』オリジナル企画 1984
- 『物語空間 ことばたちの森へ』桜楓社 1988
- 『おきなわ評論』海風社(南島叢書)　1990
- 『ヤポネシア私行』海風社(南島叢書)　1991
- 『物語史への試み 語り・話型・表現』桜楓社 1992
- 『テクストとしての琉球弧』ロマン書房本店 (奄美沖縄ライブラリー)　1993
- 『物語表現 時間とトポス』おうふう 1994
- 『竹取物語論 神話/系譜学』おうふう 2005
- 『伊勢物語論 異化/脱構築』おうふう 2005
- 『古典漂泊』書肆山田 2006
- 『昭和の跫音 佐藤謙三/教師群像』おうふう 2008
- 『＜恥＞の文学史　神話・物語・仏教』おうふう、2014
- 『源氏物語論　言語・表現攷』おうふう、2014

## 共編著
- 沖縄-伊計島（編）白帝社 1989.7
- 新編伊勢物語 神野藤昭夫共編 おうふう 1999.1
- 松浦宮物語 久保田孝夫、吉海直人共編 改訂版 翰林書房 2002.10
- 新編竹取物語 高橋亨共編 おうふう 2003.10
- 源氏物語宇治十帖の企て おうふう 2005.12